# Eois argentifolia
Eois argentifolia là một loài bướm đêm trong họ Geometridae.